# گوگیرمو یکم
ویلیام اول سیسیلی (سیسیلی: Gugghiermu lu Malu؛ 1120 or ۱۱۲۱ – ۷ مه ۱۱۶۶) پادشاه سیسیل بود.